# Baby Daisy
Baby Daisy is een personage uit de Marioreeks. Zij is de jongere versie van Princess Daisy.

## Karakteromschrijving
Baby Daisy heeft hetzelfde karakter als Daisy. Haar kleding is ook anders dan Daisy, ze draagt een oranje romper en heeft een speen in haar mond. Tot nu toe is ze nog maar in drie spellen voorgekomen: Mario Kart Wii en Mario Super Sluggers en Mario Kart 8 . In deze spellen is ze een speelbaar karakter. Baby Daisy is het vriendinnetje van Baby Luigi.